# اللادينية في بلغاريا
وفقاً لتعداد بلغاريا في 2011 فإن 11.8% من السكان يعرفون كملحدين. وأجابت نسبة تزيد عن 9% من البلغاريين في التعداد بأنها لم تكن مرتبطة بأي دين عندما جرى سؤالهم عن معتقداتهم الدينية. فُرِض نظام إلحاد الدولة خلال الحقبة الشيوعية. الكثير من المسيحيين والمسلمين البلغار يصفون أنفسهم كلادينيين.